# 西條市
西條市（日语：／ Saijō shi）是位於日本愛媛縣東部的城市，為愛媛縣内人口數第四多的城市，也是縣內面積第三大的行政區劃。北邊面向瀨戶內海，南部坐落著西日本地區的最高峰石鎚山，當地人口集中在予讃線沿線的伊予西條站與壬生川站等地。西條市為四國地區名列前茅的工業都市。根據統計，2022年西條市的製造品生產毛額位居愛媛縣內第三。當地也是日本最大的裸麥和愛宕柿子等農產品的生產地。
四國八十八箇所中的第60號札所橫峰寺、61號札所香園寺、62號札所 寶壽寺、63號札所吉祥寺，以及64號札所前神寺皆坐落於市內。

## 地理
西條市北部面向瀨戶內海的燧灘，平原地區坐落於瀨戶內海和松山自動車道之間；南部和西部則是以石鎚山為中心的陡峭山岳。發源於南部山區的中山川、加茂川等河川流經市內，並在北邊注入瀨戶內海。位於市內的內木湧水則被環境省選定為名水百選。沿海地區在春季至梅雨季時常出現農霧。

### 氣候
西條市在氣候上屬於瀨戶內海式氣候，整體氣候較溫暖。當地的年均溫為16.0℃，年降雨量則約1900毫米。夏季與冬季分別受到太平洋高氣壓的東南風與西伯利亞高壓的西北風影響。

## 歷史
坐落於市內的永納山城遺跡據信是天智天皇2年（663年）白江口之戰中百濟滅亡後，日本為防備唐朝和新羅入侵而在當地興建的神籠石式山城之一(古代山城)。寛永13年(1636年），一柳直盛從伊勢國神戶藩轉封至伊予國西條藩，直盛的三男一柳直賴則獲封為小松藩藩主，並在當地設立陣屋町。寬文5年(1665年)，西條藩第3代藩主一柳直興因怠忽職守等緣由而被改易至加賀藩。寛文10年(1670年)，紀州藩藩主德川賴宣的二男松平賴純獲封西條藩3萬石。此後紀伊德川家的分支西條松平氏統治西條地區直至明治維新時期。

### 行政區域變遷
參考資料：
- 1889年12月15日：實施町村制，現在的轄區在當時分屬：
  - 新居郡：西條町、神拝村、大町村、玉津村、飯岡村、冰見村、橘村、神戶村、加茂村、大保木村。
  - 周敷郡：吉井村、周布村、多賀村、小松村、石根村、千足山村、福岡村、田野村、中川村。
  - 桑村郡：壬生川村、吉岡村、國安村、三芳村、庄內村、楠河村、德田村。
- 1897年4月18日：周敷郡和桑村郡合併為周桑郡。
- 1898年1月22日：小松村改制為小松町。
- 1901年6月14日：壬生川村改制為壬生川町。
- 1908年1月1日：冰見村升改制為冰見町。
- 1913年12月13日：福岡村改制並改名為丹原町。
- 1925年2月11日：神拜村、大町村、玉津村被併入西條町。
- 1940年10月1日：多賀村被併入壬生川町。
- 1941年4月29日：飯岡村、冰見町、橘村、神戶村和西條町合併為西條市。
- 1951年8月10日：千足山村改名為石鎚村。
- 1955年1月1日：
  - 周布村、吉井村、壬生川町、吉岡村、國安村合併為新設置的壬生川町。
  - 三芳村、楠河村、庄內村合併為三芳町。
- 1955年4月25日：
  - 石鎚村、小松町、石根村合併為新設置的小松町。
  - 德田村和丹原町合併為新設置的丹原町。
- 1955年7月20日：中川村和周桑郡櫻樹村合併為中川村。
- 1956年9月1日：
  - 丹原町、田野村和中川村的部分地區合併為新設置的丹原町，中川村的其餘地區（舊櫻樹村地區）與溫泉郡川內村合併為川內町（現已合併為東溫市）。
- 1956年9月28日：加茂村、大保木村和新居濱市的部份地區被併入西條市。
- 1956年9月30日：丹原町的明河字鹽獄地區被併入溫泉郡川內町。
- 1971年1月1日：壬生川町和三芳町合併為東予町。
- 1972年10月1日：市制實施，東予町改制為東予市。[22]
- 2004年11月1日：小松町、丹原町和西條市、東予市合併為新設置的西條市。[23]

## 產業
根據日本經濟產業省發布的製造業事業所調査結果統計，2022年西條市的製造品生產毛額為1兆452億日圓，僅次於今治市和新居濱市。而當地的稻米、黃瓜與哈密瓜產量則位居愛媛縣内第一。

## 交通

### 鐵路
- 四國旅客鐵道
  - 予讚線：伊予西條車站 - 石鎚山車站 - 伊予冰見車站 - 伊予小松車站 - 玉之江車站 - 壬生川車站 - 伊予三芳車站

|  |  |
|  |  |

### 道路
高速道路
- 松山自動車道：伊予西條交流道 - 石鎚山服務區 - 伊予小松系統交流道
- 今治小松自動車道（今治小松道路）：東予丹原交流道 - 伊予小松北交流道

### 港口
- 東予港：有四國開發渡輪經營往返大阪南港之定期渡輪

## 觀光

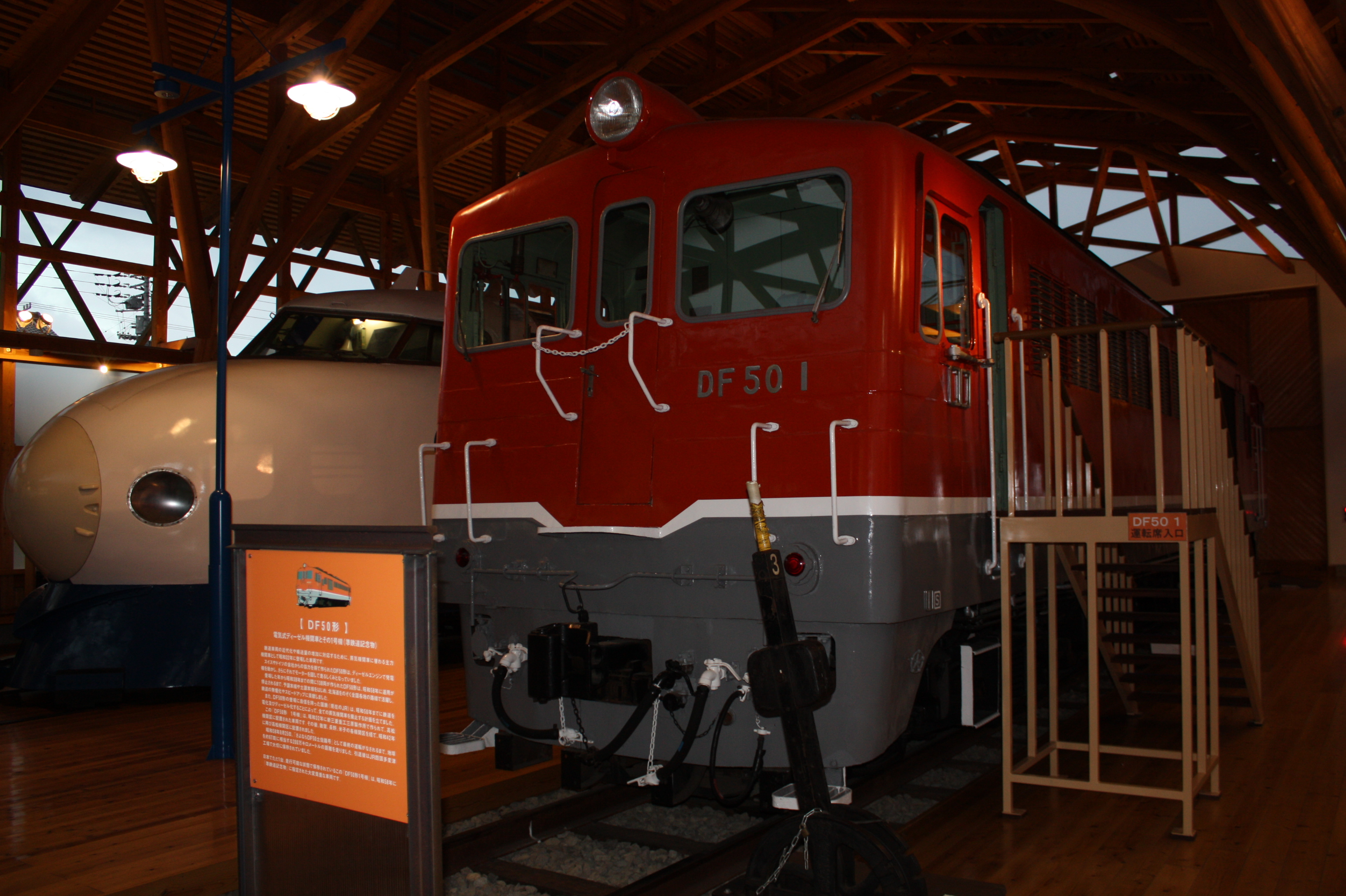
四國鐵道文化館展示的DF50 1號機

前神寺本堂

### 景點
- 四國鐵道文化館
- 西條市立鄉土博物館
- 西條市考古歴史館
- 史跡近藤篤山舊邸
- 愛媛民藝館
- 四國八十八箇所
  - 60號札所 石鎚山 横峰寺
  - 61號札所 栴檀山 香園寺
  - 62號札所 天養山 寶壽寺
  - 63號札所 密教山 吉祥寺
  - 64號札所 石鎚山 前神寺
- 湯之谷溫泉
- 本谷溫泉
- 石鎚溫泉

### 祭典、活動

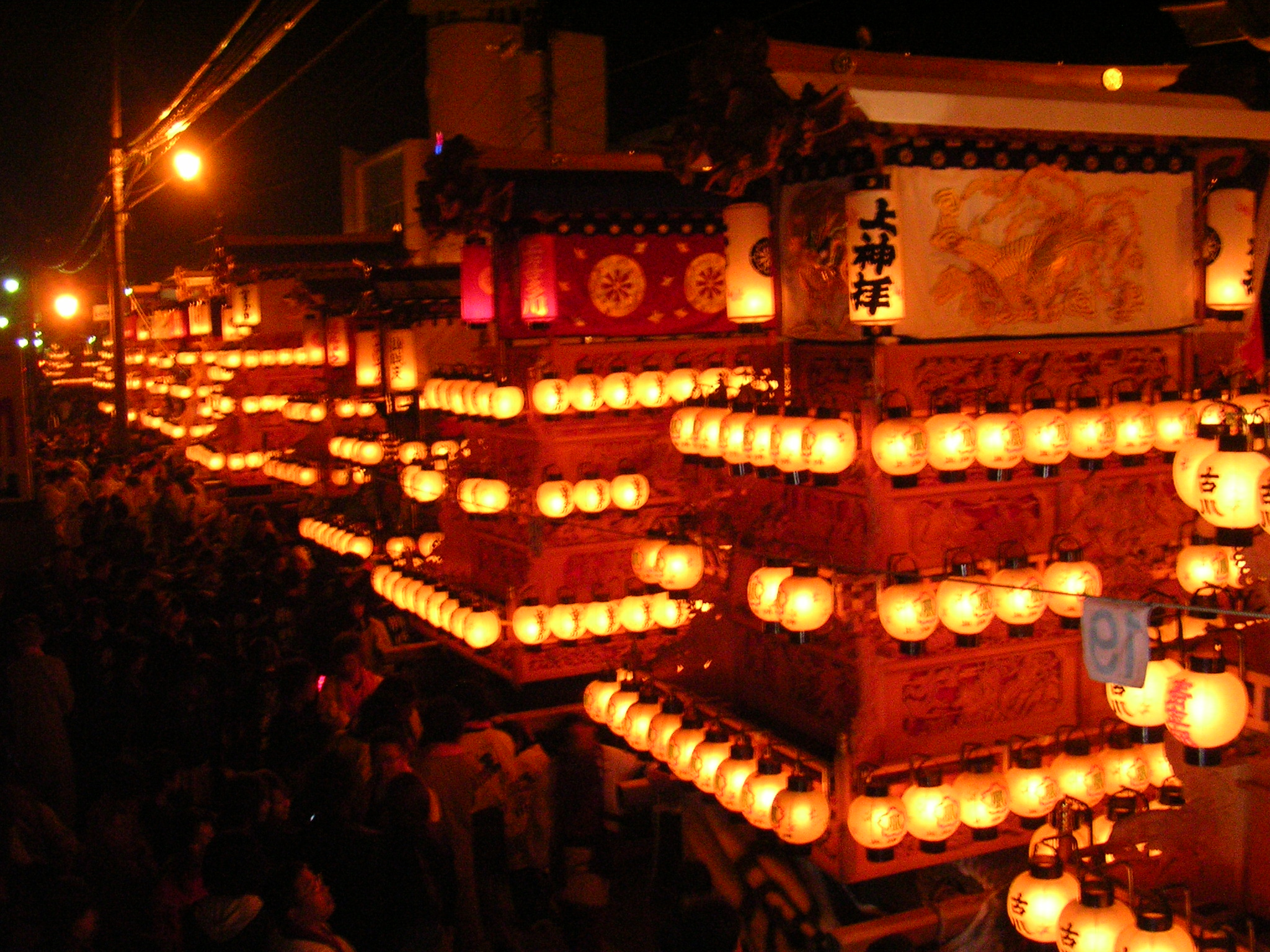
西條祭

- 西條祭：正式名稱為石岡神社例大祭、伊曾乃神社例大祭、飯積神社例大祭，習慣上合稱為「西條祭」。
- 丹原七夕夏祭：每年8月5日〜7日期間舉辦
- 小松三嶋神社例大祭：毎年10月16、17日舉辦
- 壬生川祭
  - 鶴岡八幡神社：毎年10月12、13日舉辦
  - 宇賀神社：毎年10月12、13日舉辦
  - 三保神社：毎年10月15、16日舉辦
  - 五所神社：毎年10月15、16日舉辦
  - 周敷神社：毎年10月15、16日舉辦
- 丹原祭：
  - 福岡八幡神社：毎年10月16、17日舉辦
- 西條山祭

## 教育

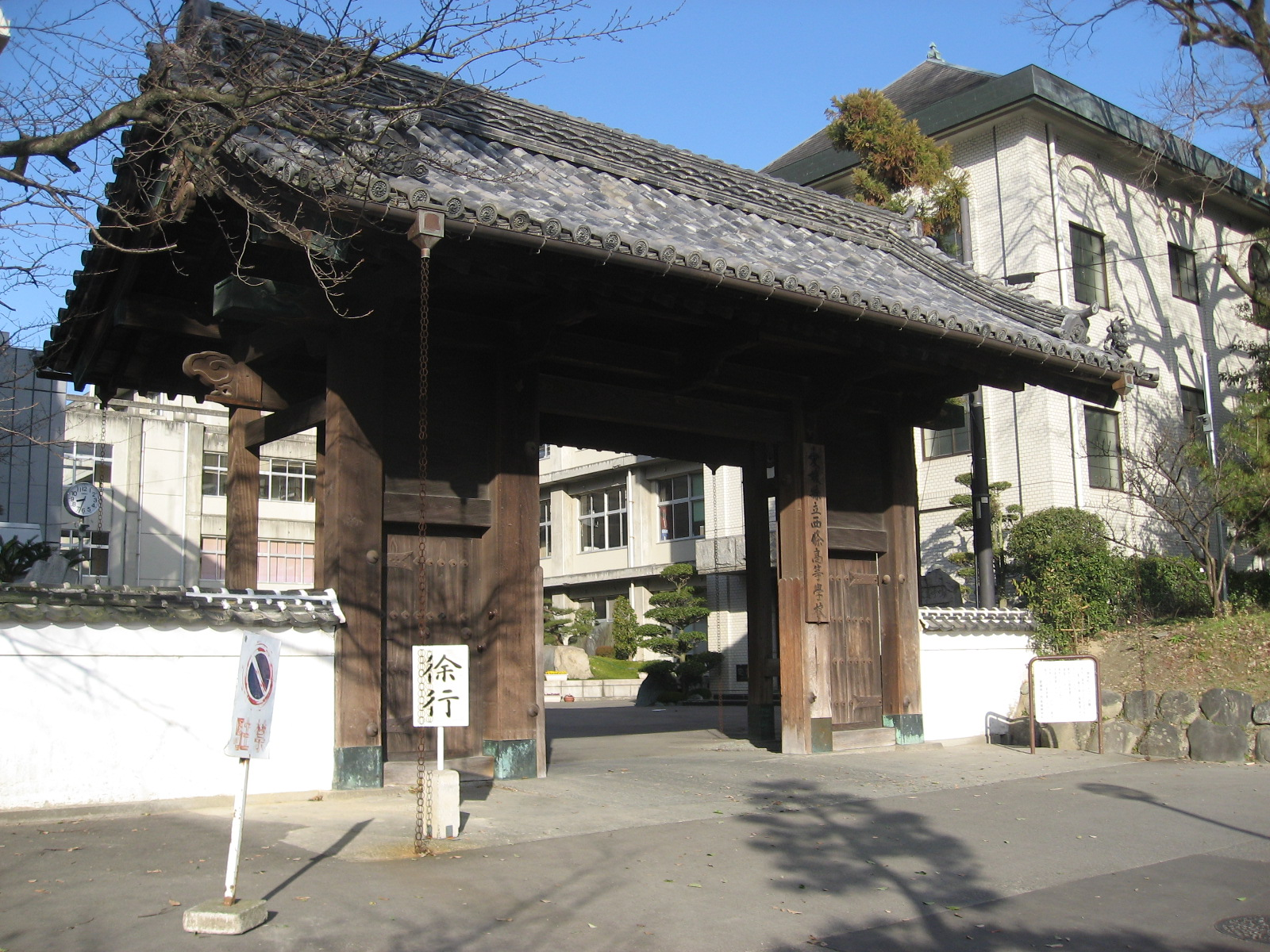
西條高等學校正門

- 愛媛縣立西條高等學校
- 愛媛縣立西條農業高等學校
- 愛媛縣立東予高等學校
- 愛媛縣立小松高等學校
- 愛媛縣立丹原高等學校

## 友好、姐妹城市

### 海外
- 保定市（中華人民共和國河北省）

## 人物
- 菊川剛：日本奧林巴斯股份有限公司前董事長及總裁
- 德川茂承：紀州德川家最後一任藩主。
- 三浦安：曾任明治政府大藏省官吏、元老院議官、貴族院議員、東京府知事、宮中顧問官
- 佐伯勇：近畿日本鐵道名譽會長
- 岡田和一郎：醫師、日本耳鼻喉科始祖
- 眞鍋かをり：藝人
- 關行男：日軍首次特別攻擊隊「神風特攻隊」中「敷島小隊」的隊長。
- 朝潮太郎 (2代)：大相撲力士、最高位階為大關，退休後成為第3代高砂親方，經營高砂部屋。
- 千葉茂：職業棒球選手、教練
- 森本潔：職業棒球選手
- 松木幹一郎：東京市電氣局局長、山下汽船副社長、帝都復興院副總裁、台灣電力株式會社社長
- 秦豐：前參議院議員
- 潮見佳男：民法學者
- 村上龍司：空手道教練、士道館士魂村上塾長
- 沖原佳典：職業棒球選手
- 野口茂樹：職業棒球選手
- 芥川澄夫：歌手
- 秋川雅史：男高音
- 西興一朗：演員
- 宮崎謙彦：排球選手
- 長友佑都：職業足球選手
- 川又堅碁：職業足球選手
- 酒井貴浩：演員

## 外部連結
- （简体中文） 西條市官方網頁
- （日語） 西条市觀光協會 （页面存档备份，存于）
- （日語） 西條旅館公會 （页面存档备份，存于）
- （日語） 西條商工會議所 （页面存档备份，存于）
- 维基导游上有關西條市（英文）的旅行指南
- OpenStreetMap上有關西條市的地理